# Мадер (Калифорнија)
Мадер (енгл. Mather) насељено је место без административног статуса у америчкој савезној држави Калифорнија.

## Демографија
По попису из 2010. године број становника је 4.451.
| Група             | 2000.    | 2010.         |
| Белци             | 0 (0,0%) | 2.175 (48,9%) |
| Афроамериканци    | 0 (0,0%) | 393 (8,8%)    |
| Азијати           | 0 (0,0%) | 850 (19,1%)   |
| Хиспаноамериканци | 0 (0,0%) | 704 (15,8%)   |
| Укупно            | 0        | 4.451         |